# ギョレメ国立公園

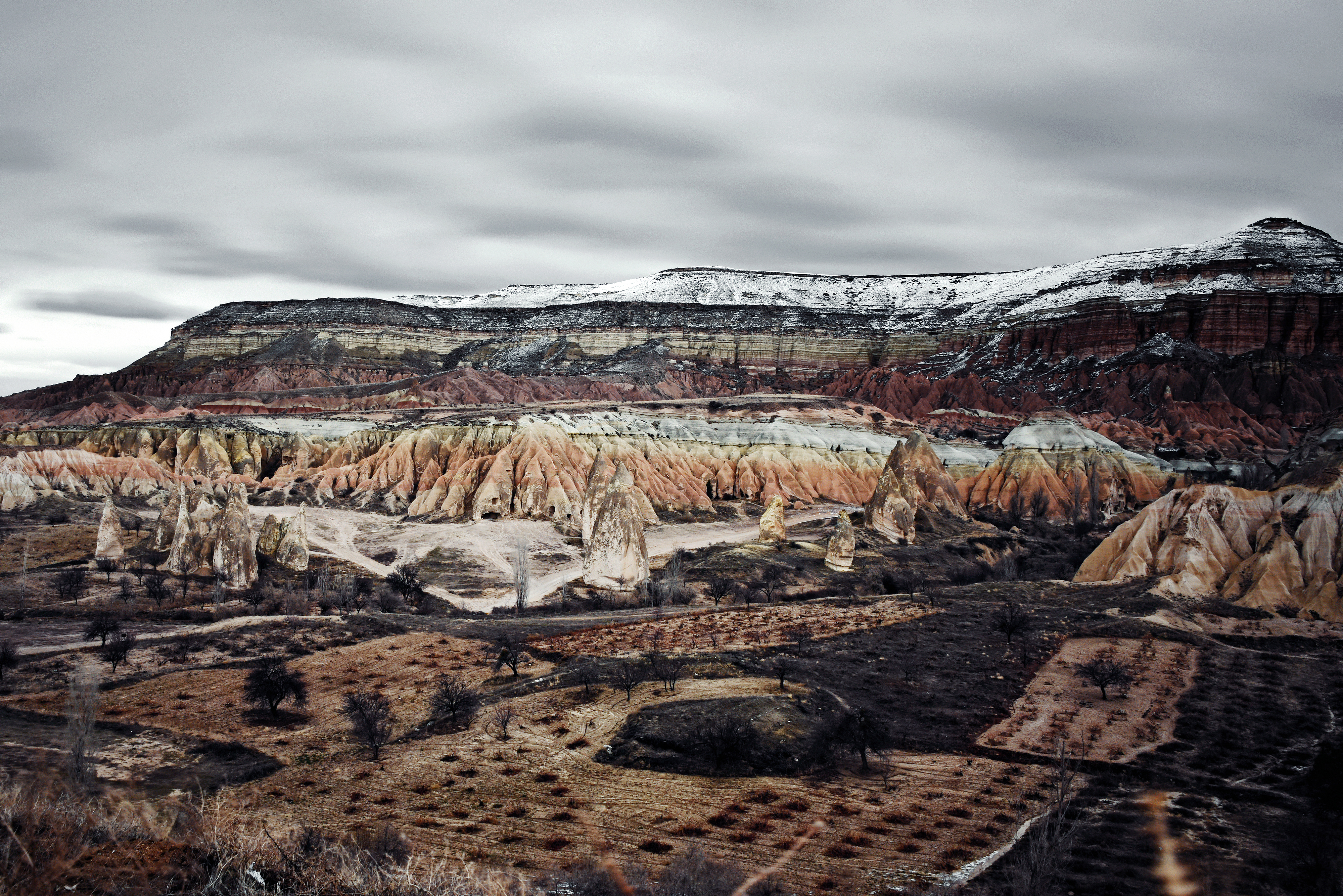
ギョレメ歴史国立公園

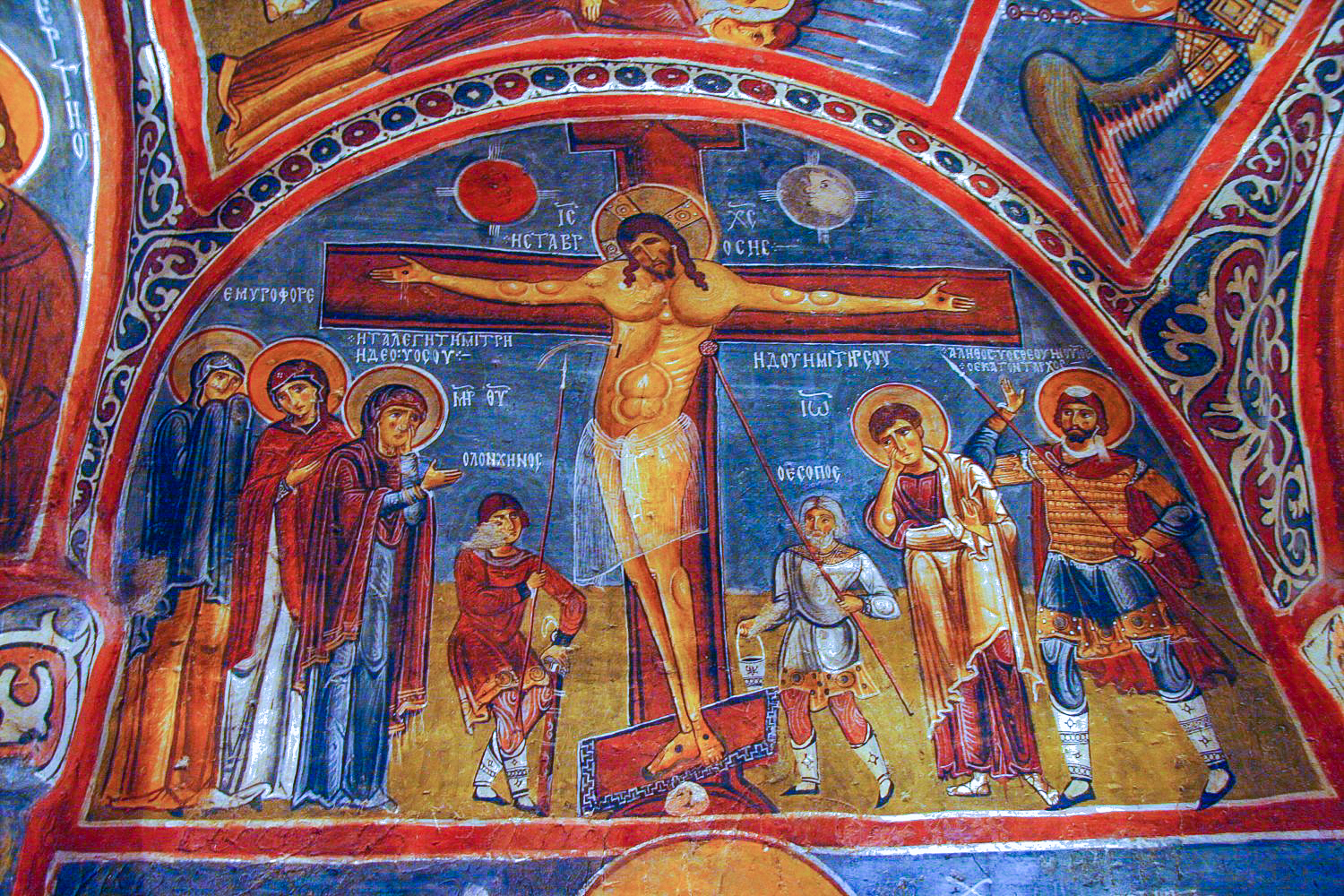
ギョレメの岩窟教会

ギョレメ歴史国立公園（ギョレメれきしこくりつこうえん、トルコ語: Göreme Tarihî Milli Parkı）は単にギョレメ国立公園とも呼ばれ、トルコのカッパドキア地方ネヴシェヒル県にある国立公園である。奇岩群と古代ローマ時代にギリシア人のキリスト教徒によって建設された地下都市があり、カッパドキア観光の中心地である。

## 概要

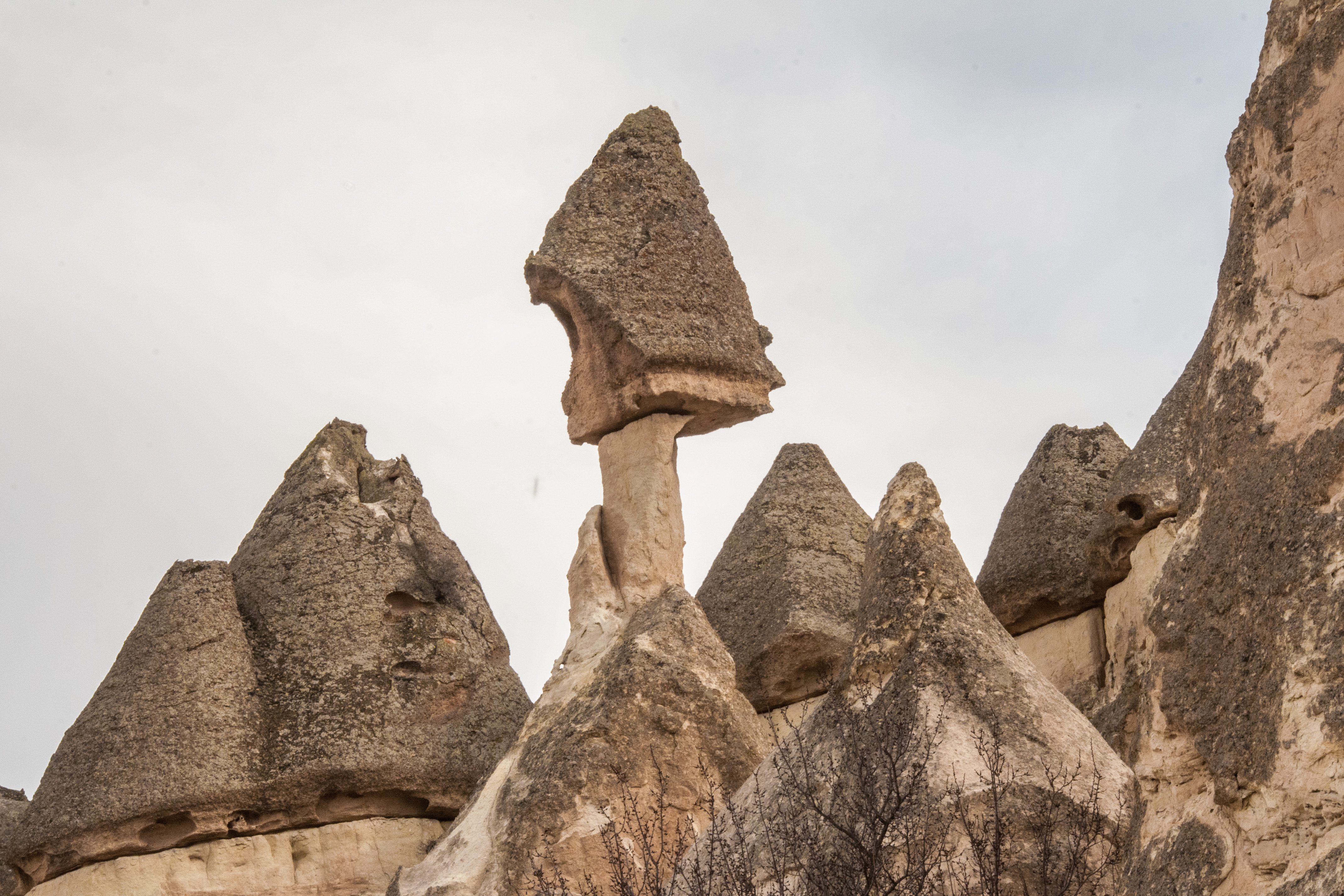
チャヴシン近郊のテント岩

ギョレメ歴史国立公園は、中央アナトリアのハサン山とエルジェス山の火山地帯、ネヴシェヒル県ユルギュップ、チャヴシン、ギョレメ近郊にある。公園一帯は台地と高い丘陵からなり、渓流と水によって削られた川の渓谷によって分断されている。この険しい地域の一部は玄武岩と凝灰岩の厚い層から成っている。凝灰岩は、数百万年前に火山から放出された火山灰が固まって軟らかい岩になったもので、その後に溶岩が固まったものが重なり、保護層を形成している。これが何千年もかけて浸食され、公園内にある色とりどりの崖、岩塔、柱、テント岩、「要請の煙突」のような奇岩群が形成された。通称ラブ・バレーが妖精の煙突で知られている。この地域の年間降水量は380mmであり、川沿いの回廊を除いて植生はほとんどない。
カッパドキアにおける修道院活動の最古の兆候は、4世紀にカイセリの大バシレイオス司教の教えに従って、岩に切り開かれた独房に隠者たちの小さな共同体が住み始めた頃まで遡ることができる。その後、アラブ人の襲撃を避けるために、共同体は地下の村に避難するようになった。

## 歴史
この地域への初期の移住は キリスト教が伝播した頃の古代ローマ後期にさかのぼる。史跡の中にはギョレメのオルタハネ、ドゥムス・カディル、ユフス・コックとベジルハネの教会、岩から彫られた家々と縦抗がある。

## 世界遺産
1985年、ユネスコの世界遺産（複合遺産）に「ギョレメ国立公園とカッパドキアの岩石遺跡群」の一部として登録された。

### 登録基準
この世界遺産は世界遺産登録基準のうち、以下の条件を満たし、登録された（以下の基準は世界遺産センター公表の登録基準からの翻訳、引用である）。
- (1) 人類の創造的才能を表現する傑作。
- (3) 現存するまたは消滅した文化的伝統または文明の、唯一のまたは少なくとも稀な証拠。
- (5) ある文化（または複数の文化）を代表する伝統的集落、あるいは陸上ないし海上利用の際立った例。もしくは特に不可逆的な変化の中で存続が危ぶまれている人と環境の関わりあいの際立った例。
- (7) ひときわすぐれた自然美及び美的な重要性をもつ最高の自然現象または地域を含むもの。

## 参照項目
- デリンクユの地下都市
- カイマクルの地下都市